# 德意志联邦银行
德国联邦银行（德語：Deutsche Bundesbank）是德国的中央银行，同时也是歐洲中央銀行系统（ESCB）的一部分。由于它的实力和规模，德国联邦银行是此组织中最有影响力的成员，德国联邦银行和欧洲中央银行同位于德國法兰克福。

## 簡介
德意志联邦银行建于1957年，前身是德意志帝國銀行。1948年6月20日起发行德国马克，直到2002年欧元实体货币开始流通之前，德国联邦银行一直是德国马克的中央银行。其是第一个被赋予完全独立性的中央银行，代表了被称为「联邦银行模式」的中央银行模式，和政府决定其目标的「新西兰模式」相对应。
德意志联邦银行因其在20世纪下半叶成功地控制通货膨胀而受到普遍尊重，这使德国马克成为最重要的货币之一，也使得德国联邦银行对其他很多欧洲国家拥有实际上的潜在影响力。

## 历任行长
- 1957.8.1-1957.12.31：威廉·福克（德语：Wilhelm Vocke）
- 1958.1.1-1969.12.31：卡尔·布雷辛
- 1970.1.1-1977.6.30：卡尔·克拉森
- 1977.7.1-1079.12.31：奥特玛·埃明格尔
- 1980.1.1-1991.7.27：卡尔·奥托·珀尔
- 1991.7.28-1993.9.30：赫尔穆特·施莱辛格
- 1993.10.1-1999.8.30：汉斯·蒂特迈尔
- 1999.9.1-2004.4.7：恩斯特·威尔特克
- 2004.4.30-2011.4.30：阿克赛尔·韦伯
- 2011.4.30-2021.12.31：延斯·魏德曼（英语：Jens Weidmann）
- 2022.1.1-：约阿希姆·纳格尔

## 延伸閱讀

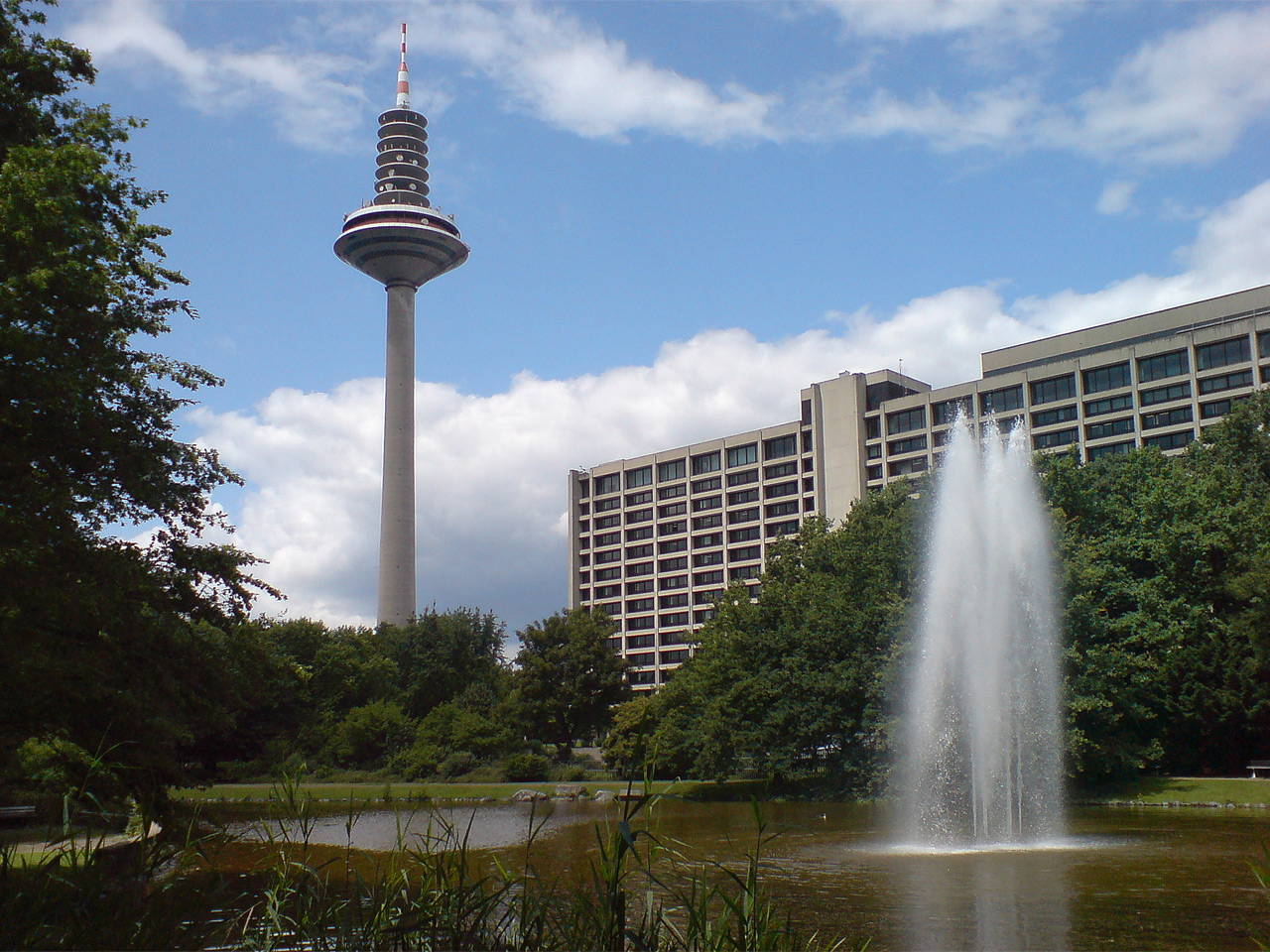
联邦银行大楼近景

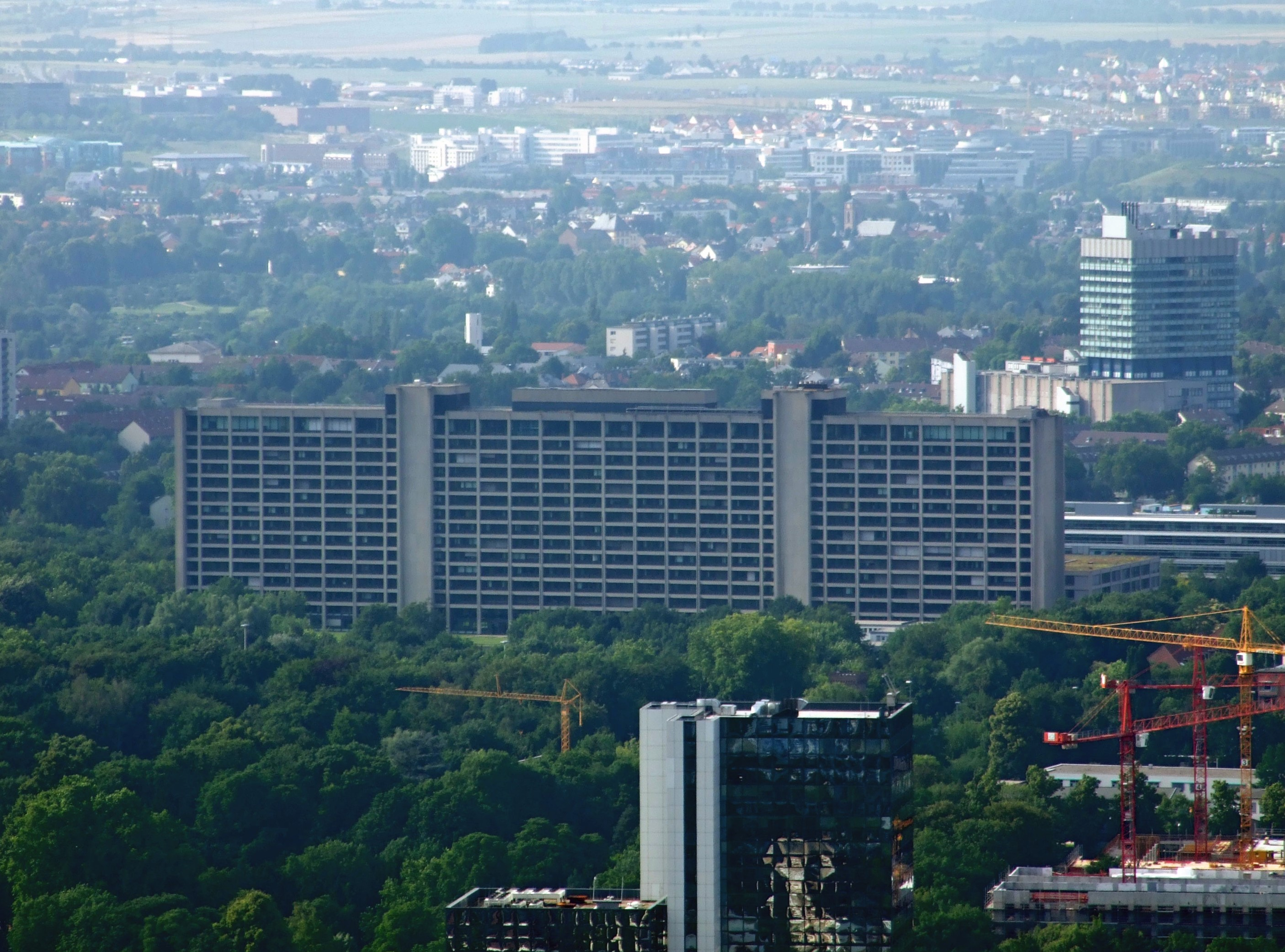
位于法兰克福的德国联邦银行大楼

- Deutsche Bundesbank (编). . Oxford: Oxford University Press. 1998. ISBN 0-19-829254-6.
- Marsh,, David. . London: Heinemann. 1992. ISBN 0-434-45116-9.
- Stephen F. Frowen; Robert Pringle (编). . foreword by Hans Tietmeyer. Basingstoke: Macmillan in association with Central Banking. 1998. ISBN 978-0-333-69988-1.
- Die Deutsche Bundesbank. Aufgabenfelder, Rechtlicher Rahmen, Geschichte, Selbstverlag der Deutschen Bundesbank: Frankfurt am Main, April 2006, ISBN 3-86558-151-X (PDF) （德文）

## 外部連結
- www.bundesbank.de （页面存档备份，存于）